# Fredrik Midtsjø
Fredrik Midtsjø (Stjørdal, 11 de agosto de 1993) es un futbolista noruego que juega como centrocampista y milita en el Eyüpspor de la Superliga de Turquía.
Midtsjø comenzó su carrera profesional en el club noruego Rosenborg en 2010. Después de períodos de préstamos en el Ranheim y el Sandnes Ulf, se convirtió en titular habitual en su equipo, haciendo 96 apariciones en la liga y anotando 12 goles para el Rosenborg. Firmó por el AZ en 2017.
Midtsjø hizo su debut absoluto en 2016 con la selección noruega, pero aún le queda por aparecer en un partido oficial.

## Trayectoria

### Rosenborg
Midtsjø debutó a los 16 años en la Copa de Noruega en mayo de 2010 contra el equipo que lo formó, el Stjørdals-Blink. No mucho después se convirtió oficialmente en parte del equipo profesional del Rosenborg. Sin embargo, durante el verano, el Rosenborg trajo nuevos jugadores y decidió enviarlo en préstamo al equipo local de la segunda división, el Ranheim, por el resto de la temporada.
A su regreso, sufrió una fractura en la pierna en un encuentro con el segundo equipo, manteniéndolo fuera durante 7 meses. Después de recuperarse de la lesión, el Rosenborg decidió que era mejor cederlo a otro equipo de la Tippeligaen, el Sandnes Ulf, para la temporada 2014. Hizo su debut para el Sandnes Ulf el 30 de marzo de 2014, reemplazando a Steven Lennon en el empate 1-1 contra el Odd. El 30 de abril, marcó su primer gol para el club, en la victoria por 2–1 en casa sobre el Stabæk. Midtsjø hizo un total de 28 apariciones con el Sandnes Ulf, en las que marcó 5 goles pero el club sufrió el descenso a la segunda división después de la temporada 2014.
Tras la finalización de su préstamo, Midtsjø regresó al Rosenborg y formó parte del equipo para la temporada 2015. Firmó un nuevo contrato de cuatro años con el club el 29 de junio de 2016. El 24 de octubre, fue nominado para el Premio Kniksen como mejor centrocampista de la Tippeligaen 2016, y finalmente perdió ante su compañero de equipo Mike Jensen.

### AZ Alkmaar
El 26 de agosto de 2017, Midtsjø se unió al AZ Alkmaar de la Eredivisie por una tarifa que no fue revelada, firmando un contrato de cinco años. Se le asignó la camiseta número 6 del club.

## Selección nacional
Hizo su debut con la selección de fútbol de Noruega el 24 de marzo de 2016 en el amistoso contra Estonia. Continuó siendo llamado ocasionalmente durante 2016 y 2017, y jugó su segundo partido para su país, y el primero como titular, dos años después, el 23 de marzo de 2018, en un amistoso contra Australia. Desde noviembre de 2018, no ha vuelto aparecer en un encuentro oficial con Noruega.

## Estadísticas
| Club                 | Temporada     | Liga          | Liga  | Liga  | Copa  | Copa  | Internacional | Internacional | Total | Total |
| Club                 | Temporada     | División      | Part. | Goles | Part. | Goles | Part.         | Goles         | Part. | Goles |
| -------------------- | ------------- | ------------- | ----- | ----- | ----- | ----- | ------------- | ------------- | ----- | ----- |
| Rosenborg            | 2010          | Tippeligaen   | 0     | 0     | 1     | 0     | -             | -             | 1     | 0     |
| Rosenborg            | 2011          | Tippeligaen   | 6     | 1     | 1     | 0     | 2             | 0             | 9     | 1     |
| Rosenborg            | 2012          | Tippeligaen   | 8     | 1     | 4     | 3     | 2             | 0             | 14    | 4     |
| Rosenborg            | 2013          | Tippeligaen   | 5     | 0     | 3     | 2     | -             | -             | 8     | 2     |
| Rosenborg            | 2014          | Tippeligaen   | 0     | 0     | 0     | 0     | -             | -             | 0     | 0     |
| Rosenborg            | 2015          | Tippeligaen   | 29    | 4     | 6     | 1     | 13            | 1             | 48    | 6     |
| Rosenborg            | 2016          | Tippeligaen   | 28    | 4     | 5     | 2     | 6             | 0             | 39    | 6     |
| Rosenborg            | 2017          | Eliteserien   | 20    | 2     | 3     | 1     | 6             | 0             | 30    | 3     |
| Rosenborg            | Total         | Total         | 96    | 12    | 23    | 9     | 29            | 1             | 149   | 22    |
| Ranheim (Cesión)     | 2012          | Adeccoligaen  | 10    | 0     | 0     | 0     | -             | -             | 28    | 0     |
| Sandnes Ulf (Cesión) | 2014          | Tippeligaen   | 28    | 5     | 0     | 0     | -             | -             | 28    | 5     |
| AZ                   | 2017–18       | Eredivisie    | 29    | 2     | 6     | 0     | -             | -             | 35    | 2     |
| AZ                   | 2018–19       | Eredivisie    | 33    | 1     | 4     | 1     | 2             | 0             | 39    | 2     |
| AZ                   | 2019–20       | Eredivisie    | 23    | 0     | 2     | 0     | 13            | 1             | 38    | 1     |
| AZ                   | Total         | Total         | 85    | 3     | 12    | 1     | 15            | 1             | 112   | 5     |
| Total carrera        | Total carrera | Total carrera | 219   | 20    | 35    | 10    | 42            | 2             | 296   | 32    |

## Palmarés

### Campeonatos nacionales
| Título               | Club              | País    | Año  |
| -------------------- | ----------------- | ------- | ---- |
| Eliteserien          | Rosenborg         | Noruega | 2015 |
| Copa de Noruega      | Rosenborg         | Noruega | 2015 |
| Eliteserien          | Rosenborg         | Noruega | 2016 |
| Copa de Noruega      | Rosenborg         | Noruega | 2016 |
| Supercopa de Noruega | Rosenborg         | Noruega | 2017 |
| Eliteserien          | Rosenborg         | Noruega | 2017 |
| Superliga de Turquía | Galatasaray S. K. | Turquía | 2023 |